# Lucas Beraldo
Lucas Lopes Beraldo (tiếng Bồ Đào Nha Brazil: [ˈlukas be'ʁawdu]; sinh ngày 24 tháng 11 năm 2003) là một cầu thủ bóng đá chuyên nghiệp người Brasil hiện đang thi đấu ở vị trí trung vệ cho câu lạc bộ Ligue 1 Paris Saint-Germain và đội tuyển bóng đá quốc gia Brasil.

## Sự nghiệp thi đấu

### São Paulo
Vào ngày 26 tháng 5 năm 2022, Beraldo có trận ra mắt chuyên nghiệp cho São Paulo trong chiến thắng 1–0 trước câu lạc bộ Ayacucho tại Copa Sudamericana. Vào ngày 24 tháng 9 năm 2023, anh đã giành được Cúp bóng đá Brasil, danh hiệu đầu tiên với câu lạc bộ.

### Paris Saint-Germain
Vào ngày 1 tháng 1 năm 2024, Beraldo ký hợp đồng có thời hạn đến tháng 6 năm 2028 với câu lạc bộ Paris Saint-Germain tại Ligue 1 kèm mức phí chuyển nhượng được báo cáo là 20 triệu euro. Hai ngày sau, anh vào sân thay người trong chiến thắng 2–0 trước Toulouse tại Siêu cúp bóng đá Pháp, qua đó giành danh hiệu đầu tiên với đội bóng mới. Vào ngày 13 tháng 3 năm 2024, anh ghi bàn thắng đầu tiên cho PSG trong chiến thắng 3–1 trước Nice ở tứ kết Cúp bóng đá Pháp. Bàn thắng đầu tiên của anh ở Ligue 1 đến trong chiến thắng 4–1 trước Lyon vào ngày 21 tháng 4 năm 2024.

## Sự nghiệp quốc tế

### Trẻ
Beraldo là một tuyển thủ trẻ Brasil. Anh từng có tên trong đội hình U-20 Brasil vô địch Torneio Internacional Sub-20 do Espírito Santo năm 2022.

### Đội tuyển quốc gia
Vào ngày 1 tháng 3 năm 2024, Beraldo lần đầu được gọi lên Đội tuyển bóng đá quốc gia Brasil chuẩn bị cho các trận giao hữu với Anh và Tây Ban Nha. Beraldo có trận ra mắt quốc tế vào ngày 24 tháng 3, trận thắng 1-0 trước Anh.

## Đời tư
Beraldo là con trai của cựu trung vệ André Beraldo.

## Thống kê sự nghiệp

### Câu lạc bộ
Tính đến 13 tháng 7 năm 2025
| Câu lạc bộ          | Mùa giải            | Giải đấu            | Giải đấu | Giải đấu | Cúp quốc gia | Cúp quốc gia | Châu lục | Châu lục | Khác | Khác | Tổng cộng | Tổng cộng |
| Câu lạc bộ          | Mùa giải            | Hạng đấu            | Trận     | Bàn      | Trận         | Bàn          | Trận     | Bàn      | Trận | Bàn  | Trận      | Bàn       |
| ------------------- | ------------------- | ------------------- | -------- | -------- | ------------ | ------------ | -------- | -------- | ---- | ---- | --------- | --------- |
| São Paulo           | 2022                | Série A             | 3        | 0        | 0            | 0            | 1        | 0        | —    | —    | 4         | 0         |
| São Paulo           | 2023                | Série A             | 24       | 1        | 8            | 0            | 7        | 0        | 9    | 0    | 48        | 1         |
| São Paulo           | Tổng cộng           | Tổng cộng           | 27       | 1        | 8            | 0            | 8        | 0        | 9    | 0    | 52        | 1         |
| Paris Saint-Germain | 2023–24             | Ligue 1             | 13       | 1        | 5            | 1            | 5        | 0        | 1    | 0    | 24        | 2         |
| Paris Saint-Germain | 2024–25             | Ligue 1             | 25       | 1        | 4            | 0            | 4        | 0        | 5    | 0    | 38        | 1         |
| Paris Saint-Germain | Tổng cộng           | Tổng cộng           | 38       | 2        | 9            | 1            | 9        | 0        | 6    | 0    | 62        | 3         |
| Tổng cộng sự nghiệp | Tổng cộng sự nghiệp | Tổng cộng sự nghiệp | 65       | 3        | 17           | 1            | 17       | 0        | 15   | 0    | 114       | 4         |

1. 1 2  Số lần ra sân tại Copa Sudamericana
2. ↑  Số lần ra sân tại Campeonato Paulista
3. 1 2  Số lần ra sân tại UEFA Champions League
4. ↑  Ra sân tại Trophée des Champions
5. ↑  Số lần ra sân tại FIFA Club World Cup

### Quốc tế
Tính đến 10 tháng 6 năm 2025
| Đội tuyển quốc gia | Năm       | Trận | Bàn |
| ------------------ | --------- | ---- | --- |
| Brasil             | 2024      | 3    | 0   |
| Brasil             | 2025      | 1    | 0   |
| Tổng cộng          | Tổng cộng | 4    | 0   |

## Danh hiệu
São Paulo
- Copa do Brasil: 2023[8]

Paris Saint-Germain
- Ligue 1: 2023–24,[19] 2024–25[20]
- Coupe de France: 2023–24,[21] 2024–25[22]
- Trophée des Champions: 2023,[23] 2024[24]
- UEFA Champions League: 2024–25[25]
- UEFA Super Cup: 2025[26]
- FIFA Club World Cup á quân: 2025[27]

U-20 Brasil
- Torneio Internacional Sub-20 do Espírito Santo: 2022[14]

Cá nhân
- Trung vệ xuất sắc nhất Brasil: 2023[28]